# شینوسوکه هوندا
شینوسوکه هوندا (انگلیسی: Shinnosuke Honda؛ زادهٔ ۲۳ ژوئن ۱۹۹۰) بازیکن فوتبال اهل ژاپن است.
از باشگاه‌هایی که در آن بازی کرده‌است می‌توان به باشگاه فوتبال بوریرام یونایتد، باشگاه فوتبال دمپو، و باشگاه فوتبال جوبیلو ایواتا اشاره کرد.